# Liber Quiñones
Pour les articles homonymes, voir Quiñones.
Liber Quiñones (né le 11 février 1985 à Montevideo en Uruguay) est un joueur uruguayen de football.